# Johan Stenhammar
Johan Stenhammar, född 17 juni 1769 i Västra Eds socken, Kalmar län, död 31 januari 1799 i Uppsala, var en svensk skald och ledamot av Svenska Akademien 1798–1799, stol 4.

## Biografi
Stenhammar belönades 1789 med Svenska Akademiens hedersaccessit för "Sång öfver grefve Baltzar Horn". Han blev 1791 filosofie magister (primus) och 1792 docent i människans historia. Han anställdes år 1793 som amanuens hos Svenska Akademien för att arbeta med akademiens ordbok. Åren 1793–1794 mottog han också Svenska Akademiens stora pris två år i rad för "Sång öfver segern vid Svensksund" respektive Skaldestycke om religionens nödvändighet för samhällens bestånd. Delvis tack vare dessa utmärkelser, men också för att Johan Henric Kellgren önskat honom som sin efterträdare, blev Stenhammar invald i Akademien. Hans liv präglades dock av sjukdom och på grund av detta orkade han endast läsa upp en del av det inträdestal han skrivit.  År 1798 utnämndes han till lektor i grekiska i Linköping, en tjänst han aldrig hann tillträda. Stenhammar verkade också för tidningen Extra Posten där han skrev poem och lättare uppsatser.

## Familj
Johan Stenhammar var son till prosten Adolf Stenhammar och  Anna Sophia Mozelius. Johan Stenhammar var ogift. Hans bror Matthias Stenhammar var kyrkoherde, psalmförfattare, översättare och riksdagsman. Han var också halvbror till Christian Stenhammar och farbror till författaren Mathilda Lönnberg.